# Club Baloncesto Clavijo
Il Club Baloncesto Clavijo è una società di pallacanestro della città di Logroño. Fondato nel 1967, il CB Clavijo iniziò la sua ascesa già alla fine degli anni Settanta quando giunse nella Seconda divisione. Negli anni Ottanta arrivò a sfiorare la promozione in Prima divisione. Dopo un periodo di crisi negli anni novanta, nel 2001 arrivò a competere nella Liga EBA. Nel 2003 riuscì ad ottenere la promozione nella Liga LEB-2 (poi denominata Liga LEB Plata). Nel 2011 arrivò la promozione nella Liga LEB Oro, il secondo campionato spagnolo.